# Джулиан Кинг
Джулиан Бересфорд Кинг (на английски: Julian Beresford King) е британски дипломат.
Роден е на 22 август 1964 година, завършва Оксфордския университет и от 1985 година работи за Форин Офис. През 2009 – 2012 година е посланик на Великобритания в Ирландия, а през 2016 година за кратко е посланик във Франция.
След оставката на британския еврокомисар Джонатан Хил през лятото на 2016 година, Кинг става еврокомисар по сигурността в Комисията „Юнкер“.

## Дипломатическа кариера
- 1985–1987 Международен офис в Лондон
- 1987–1988 École nationale d'administration
- 1989–1990 Частен секретар на британския посланик (Сър Юън Фергюсън) в Париж
- 1991–1992 Работи по европейската обща външна политика и политика на сигурност (ОВППС) в Люксембург, Хага, Лисабон, след това в Лондон
- 1993–1995 Лондон, работи по въпросите на европейската отбрана и НАТО
- 1998–2002 Брюксел, работи по отношенията с Турция, европейската отбрана, ОВППС и разширяването на ЕС
- 2003–2004 Съветник и ръководител на канцеларията на мисията на Обединеното кралство в ООН в Ню Йорк (която обхваща дейностите на Съвета за сигурност на ООН в периода след войната в Ирак)
- 2004–2007 Постоянен представител на Обединеното кралство в Комитета по политика и сигурност на ЕС в Брюксел. Дейността му обхваща общата външна политика и политика на сигурност (ОВППС).
- 2005 Председател на Комитета по политика и сигурност на ЕС по време на британското председателство
- 2008–2009 Началник на кабинета на британския комисар в Брюксел (Питър Манделсън, и след това баронеса Аштън). Представител на ЕС27 по въпросите на международната търговия, включително преговорите за кръга от преговори в Доха в рамките на СТО.
- 2009–2011 Британски посланик в Ирландия
- 2011–2014 Генерален директор на Службата за Северна Ирландия
- 2014–2015 Генерален директор „Икономически и консулски въпроси“, „Служба на външните работи и британската общност“
- 2016-2016 Британски посланик във Франция
- 2016– европейски комисар за Съюза по сигурността